# Phrudocentra trimaculata
Phrudocentra trimaculata là một loài bướm đêm trong họ Geometridae.